# Buëch
Le Buëch [bɥɛʃ] ou Buech, en provençal Buech, est une rivière du Sud de la France qui prend sa source  sur la commune de Lus-la-Croix-Haute (Drôme) et se jette dans la Durance à Sisteron (Alpes-de-Haute-Provence). C'est donc un sous-affluent du Rhône.
Pour le distinguer de son principal affluent, le Petit Buëch, il est parfois appelé « Grand Buëch » sur son cours supérieur, jusqu'au confluent. Le pays qu'il traverse alors se nomme le Bochaine (ou Beauchêne, forme francisée).

## Géographie

### Source
Le Buëch se forme à quelques kilomètres à l'est du col de la Croix-Haute, sous le rebord ouest du massif du Dévoluy, dans un vaste cirque ouvrant à l'ouest, dont la crête dépasse en tous points 2 100 mètres d'altitude et qui culmine au Rocher rond à 2 453 mètres. Parmi les nombreux ruisseaux intermittents qui coulent sur les flancs de ces sommets, le SANDRE n'identifie pas de cours principal. Ces ruisseaux convergent au creux du vallon vers la source Laicinette, à 1 600 mètres d'altitude, et rejoignent peu après le torrent du Lauzon, issu d'un lac du même nom situé à 1 980 mètres d'altitude sous la tête du Lauzon.

### Parcours
Orienté sud-ouest, le Buëch passe la Jarjatte, hameau de Lus-la-Croix-Haute, et pénètre dans les Hautes-Alpes, en traversant la commune de Saint-Julien-en-Beauchêne. Il y prend alors la direction du sud, et suit jusqu'à son confluent avec le Petit Buëch un sillon séparant le Dévoluy des Préalpes du Diois, aussi parcouru par la route et la voie ferrée qui descendent du col de la Croix-haute dans la vallée du Buëch, en direction de Saint-Julien-en-Beauchêne, de La Faurie puis d'Aspres-sur-Buëch. Après le défilé de Serres, le Buëch oblique légèrement vers le sud-est, s'élargit entre la montagne de Saint-Genis et la montagne de Chabre, et rejoint la Durance à l'entrée de la cluse de Sisteron.
La longueur de son cours est de 85,2 kilomètres.

### Équipement
- Le Buëch alimente le barrage de Saint-Sauveur, en aval de Serres.

### Départements et principales villes traversés
- Drôme :
  - Lus-la-Croix-Haute
- Hautes-Alpes :
  - Saint-Julien-en-Beauchêne, La Faurie, Aspres-sur-Buëch, Serres, Laragne-Montéglin
- Alpes-de-Haute-Provence :
  - Mison, Sisteron

### Principaux affluents
- le torrent de Chauranne (rd, 17,8 km)
- le torrent de Bouriane (rd, 7,5km)
- le Petit Buëch (rg, 44,5 km)
- le torrent de Blème (rd, 14,3 km)
- la Blaisance (rd, 19,1 km)
- le Céans (rd, 22,4 km)
- la Méouge (rd, 39,6 km)

## Hydrologie

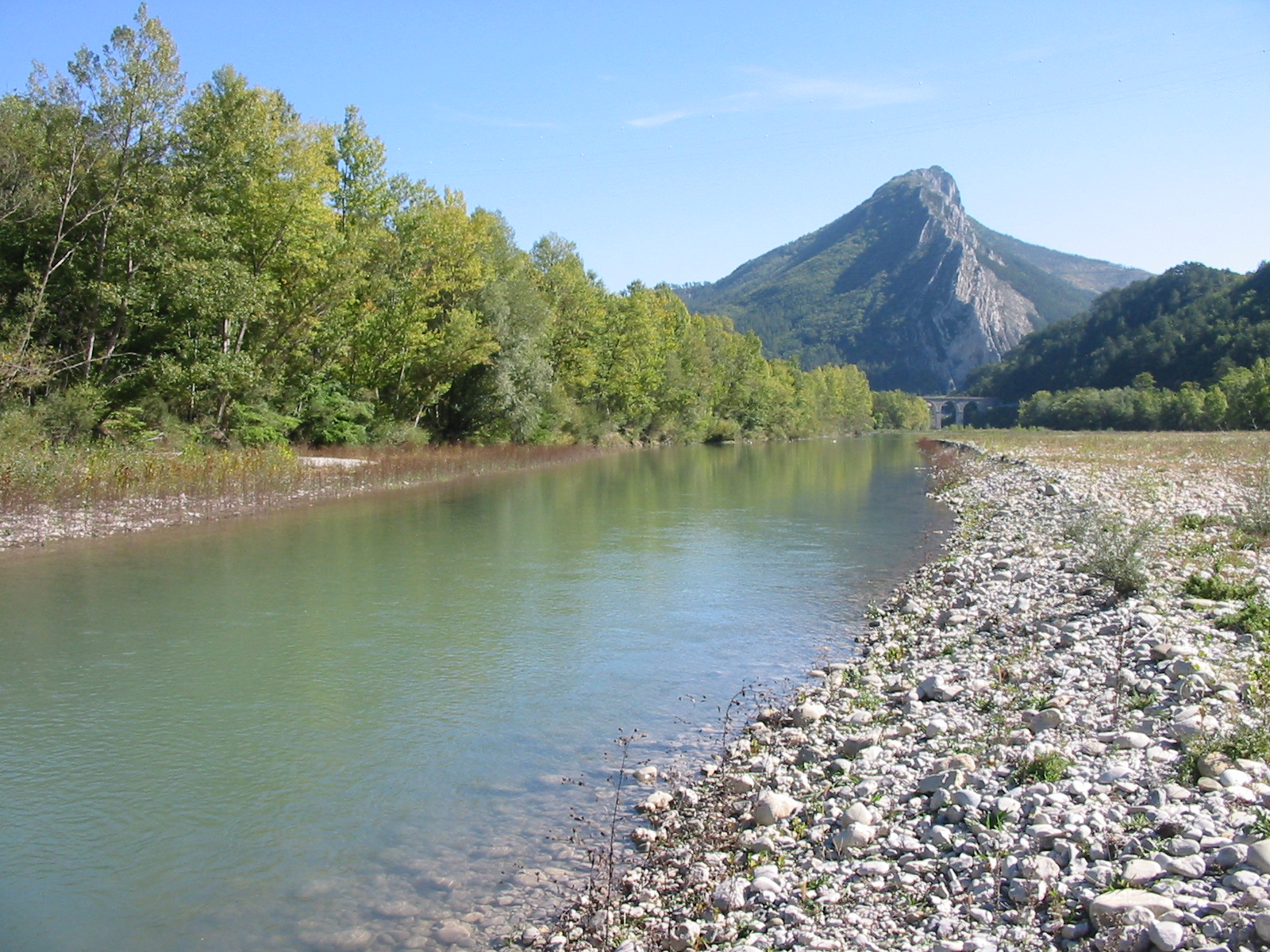
Le Buëch à l'amont de Sisteron.

Le Buëch est une rivière fort abondante, comme tous les cours d'eau issus des régions alpestres. Son débit a été observé sur une période de 15 ans (1977-1991), à Laragne-Montéglin, à une vingtaine de kilomètres de son confluent avec la Durance. Le bassin versant de la rivière y est de 1 100 km2, sur un total de 1 490 km2, c'est-à-dire 74 % de sa totalité.
Le module de la rivière à Laragne-Montéglin est de 20,1 m3/s.
Le Buëch présente des fluctuations saisonnières typiques d'un régime hydrologique à dominante nivale. On y distingue en effet deux périodes de crue. La moins importante est celle des hautes eaux d'automne. Le débit mensuel moyen monte alors à 20 m3/s, en décembre. Cette période est suivie d'une légère baisse de débit à 17,5 m3/s en janvier. Suit alors dès février une deuxième montée du régime aboutissant à un second sommet - de loin le plus important - en avril (43,5 m3/s) et en mai (40,6 m3/s). Il est dû à la fonte des neiges associée aux pluies de printemps. Peu après, dès le mois de juin, s'amorce la décrue suivie des basses eaux d'été qui se déroulent de juillet à septembre inclus et mènent le débit moyen à son plus-bas du mois de septembre avec une moyenne mensuelle de 3,12 m3/s, ce qui reste encore appréciable. Au total, les oscillations saisonnières paraissent ainsi moyennement importantes, puisque les débits mensuels moyens se situent tous au-delà de 3 m3/s, mais les fluctuations sont bien plus prononcées sur de plus courtes périodes, et aussi d'après les années.
Les données de la Banque Hydro ne nous donnent pas le VCN3 de la rivière, mais seulement son QMNA. À l'étiage, ce dernier peut chuter jusqu'à 0,55 m3/s, en cas de période quinquennale sèche.

Les crues peuvent être très importantes, quoique sans commune mesure avec celles de la Durance ou du Var voisins, ou encore des cours d'eau des Cévennes comme l'Ardèche.

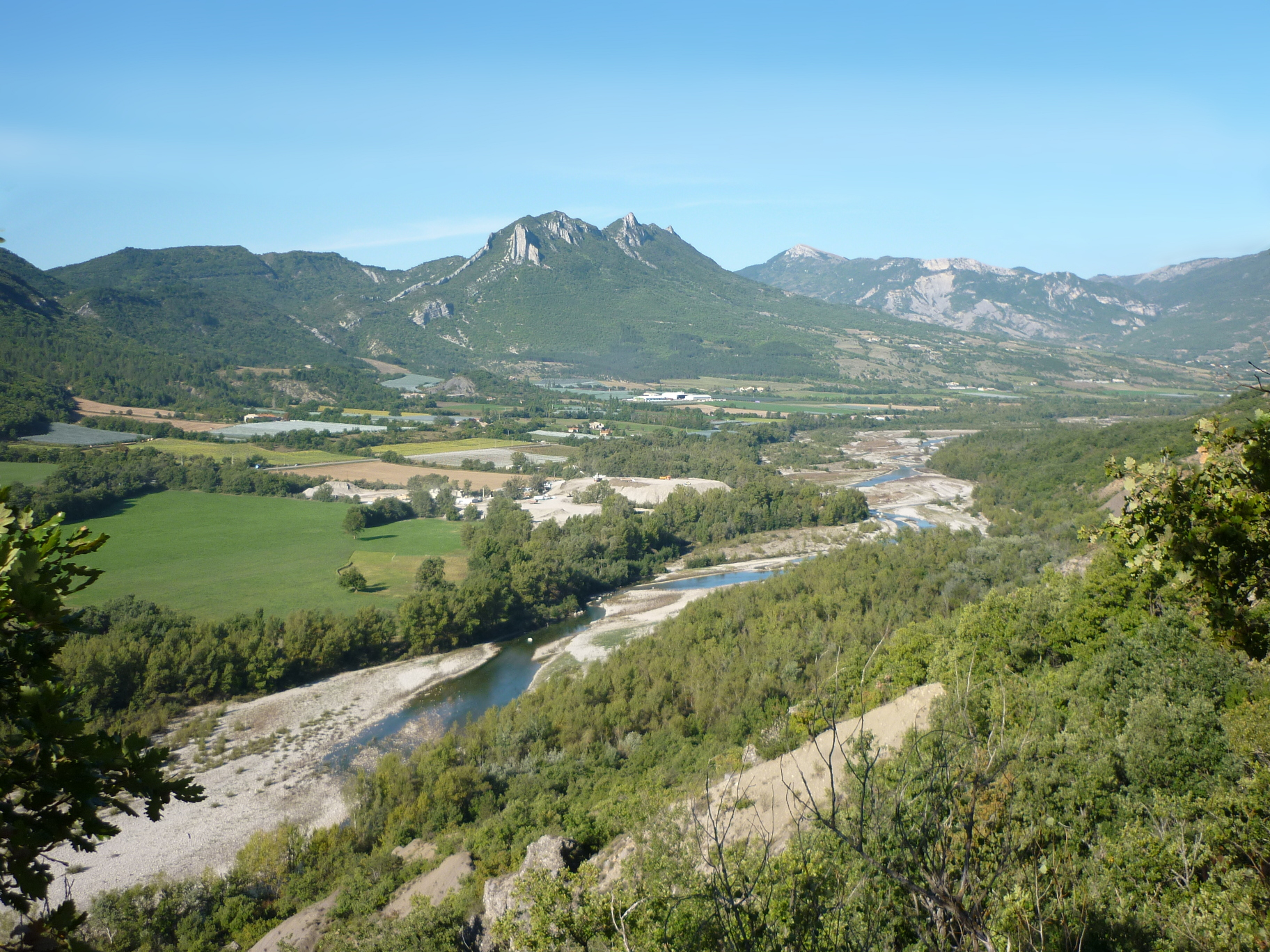
Le Buëch en aval de Ribiers.

Ainsi les QIX 2 et QIX 5  valent respectivement 330 et 460 m3/s. Le QIX 10 est de 540 m3/s, le QIX 20 de 620 m3/s, tandis que le QIX 50 n'a pas été calculé. Ces débits de crue sont plus ou moins trois fois plus élevés que ceux du Verdon. Ces débits calculés signifient que, par exemple, tous les deux ans on doit s'attendre à une crue de l'ordre de 330 m3/s et que tous les cinq ans, une crue de 460 m3/s doit se produire, statistiquement du moins.
Le débit journalier maximal enregistré a été de 557 m3/s le 26 février 1978, tandis que le débit journalier maximal était de 425 m3/s le 9 novembre 1982. En comparant la première de ces valeurs à l'échelle des QIX de la rivière, il apparaît que cette crue était d'ordre décennal sans plus, nullement exceptionnelle et donc destinée à se reproduire fréquemment.
Au total, le Buëch est une rivière abondante, alimentée par les précipitations elles aussi abondantes qui prévalent dans la région, et surtout dans la partie supérieure montagneuse et longuement enneigée de son bassin. La lame d'eau écoulée dans son bassin versant est de 576 millimètres annuellement, ce qui est élevé, très largement supérieur à la moyenne d'ensemble de la France tous bassins confondus, et aussi à la totalité du bassin de la Durance. Le débit spécifique de la rivière (ou Qsp) atteint ainsi le chiffre élevé de 18,2 litres par seconde et par kilomètre carré de bassin.
Le SMIGIBA, syndicat mixte de gestion de la rivière Buëch et de ses affluents, a installé plusieurs stations de mesure automatique du débit. Les mesures sont accessibles en léger différé depuis le site internet du débits du Buëch.

## Écologie du Buëch

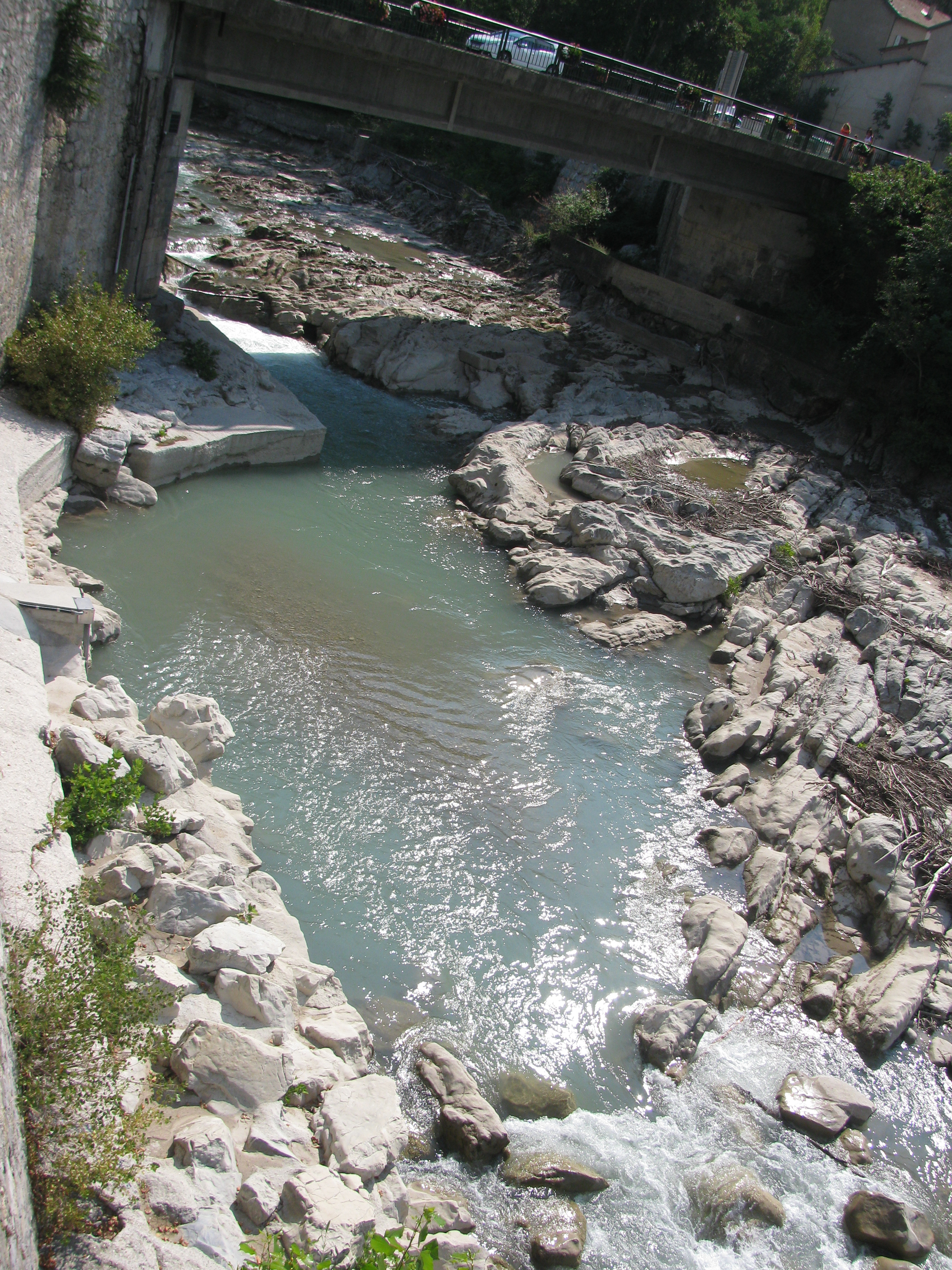
Un gour, vivier à poissons, dans le lit du torrent.

La vallée regroupe de nombreux habitats naturels subissant à la fois les influences méditerranéenne et montagnarde dans lesquels la rivière est une richesse économique et écologique.
Le SMIGIBA (Syndicat mixte de gestion intercommunautaire du Buëch et de ses affluents) est chargé de sa gestion et de sa protection, une grande partie de son bassin est classé site Natura 2000 « Buëch » sur 2 340 hectares et plus de 110 kilomètres de cours d’eau. Il comprend le Grand Buëch, le Petit Buëch, le Torrent de la Blême et le Buëch aval.
Dans ce cadre, un contrat de rivière a été signé en septembre 2008 pour sept ans entre le SMIGIBA, les collectivités locales et les usagers de la rivière (carriers, pêcheurs, EDF...).
Il a pour objectifs de suivre l'assainissement des eaux usées des communes, de protéger les habitations contre les crues, d'entretenir le lit et les berges du Buëch et de ses affluents ainsi que gérer la richesse écologique de la rivière.

## Hydronymie
Cet hydronyme est attesté sous la forme Buchium et Buscltischium en 1202.
Le nom de la rivière viendrait du gaulois bodios, littéralement « jaune ».
Les plus anciennes mentions de son nom selon l'historien des Hautes-Alpes J. Roman sont Boschum et Bioschium, datant du XIIIe siècle.